# Мартинівка (Черкаський район)
Марти́нівка — село в Україні, у Черкаському районі Черкаської області, підпорядковане Степанецькій сільській громаді. Населення — близько тисячі чоловік. Через село тече річка Мартинка, права притока Росави.

## Історія
1909 року в селі знайшли Мартинівський скарб.

## Цукровий завод
Від середини ХІХ ст. уся історія села зосереджувалась навколо цукрового заводу.
Перший цукровий завод побудований Дарієм (за іншими даними - Августом) Понятовським у 1852 р. Потім власниками заводу почергово були граф Бутурлін та князь Юрчаков. Наприкніці ХІХ ст. завод купив Федір Терещенко. По його смерті підприємство успадкувала донька – Надія Федорівна Муравйова-Апостол.
21 листопада 1918 р. цукровий завод був підданий погрому, під час якого загинуло 4 осіб: помічник директора Іосиф Добровольський, механік Іван Тильман, завідувач лісами Іван Нікітін та помічник бухгалтера Гнат Мінецький.
У 2000 р. цукровий завод оголосив про своє банкрутство.

## Відомі люди

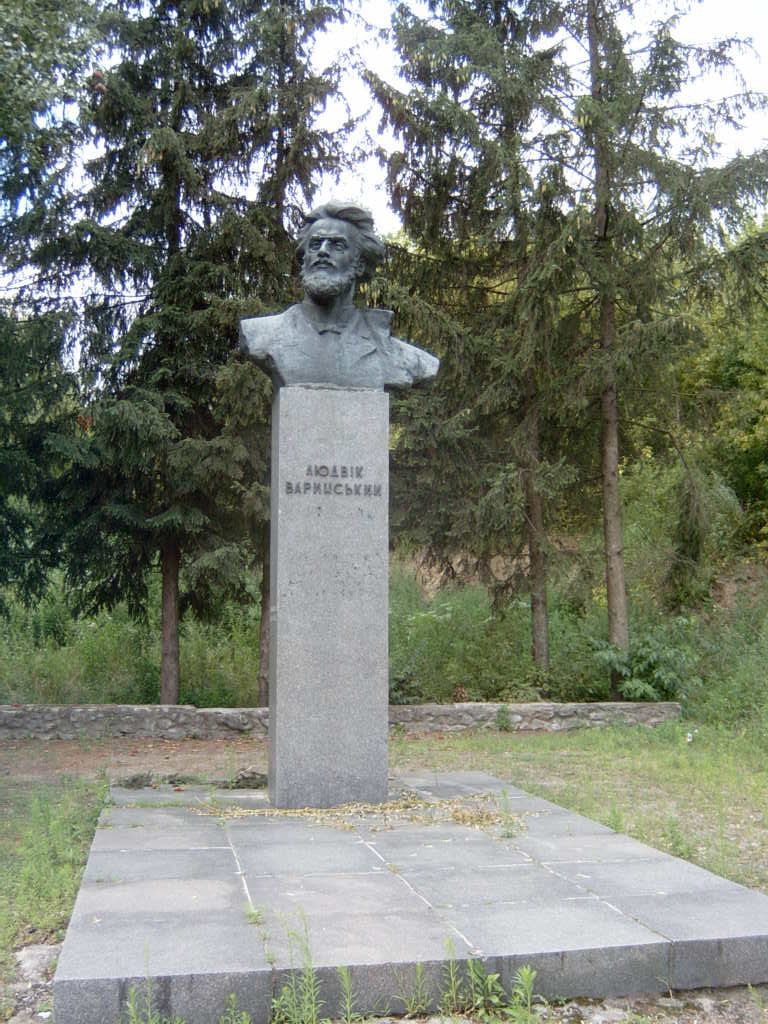
Погруддя Варинському

У Мартинівці в 1856 році народився польський революціонер-соціаліст Людвік Варинський. В пам'ять про земляка в селі його іменем названо школу, встановлено бронзове погруддя і до 1997 року діяв музей.
У селі проїздом бував Тарас Шевченко. Їдучи з Корсуня до Межиріча, він прямував дорогою з боку Павлівки через колишній центр Мартинівки. Про це свідчать спогади Миколи Юрченка про те, що його прадід возив конем пошту з Корсуня до Канева і підвозив на фургоні Шевченка. На честь цього в селі 2008 року було встановлено пам'ятний знак.